# 有效場論
在物理學上，有效場論就跟其它有效理論一樣是一個近似的理論（通常是量子場論）。
它包含了描述某一尺度的現象所需要的自由度，並且忽略更小結構中尺度更小的自由度（等價於更高的能量尺度）。